# Kloster vom Guten Hirten (Aachen)

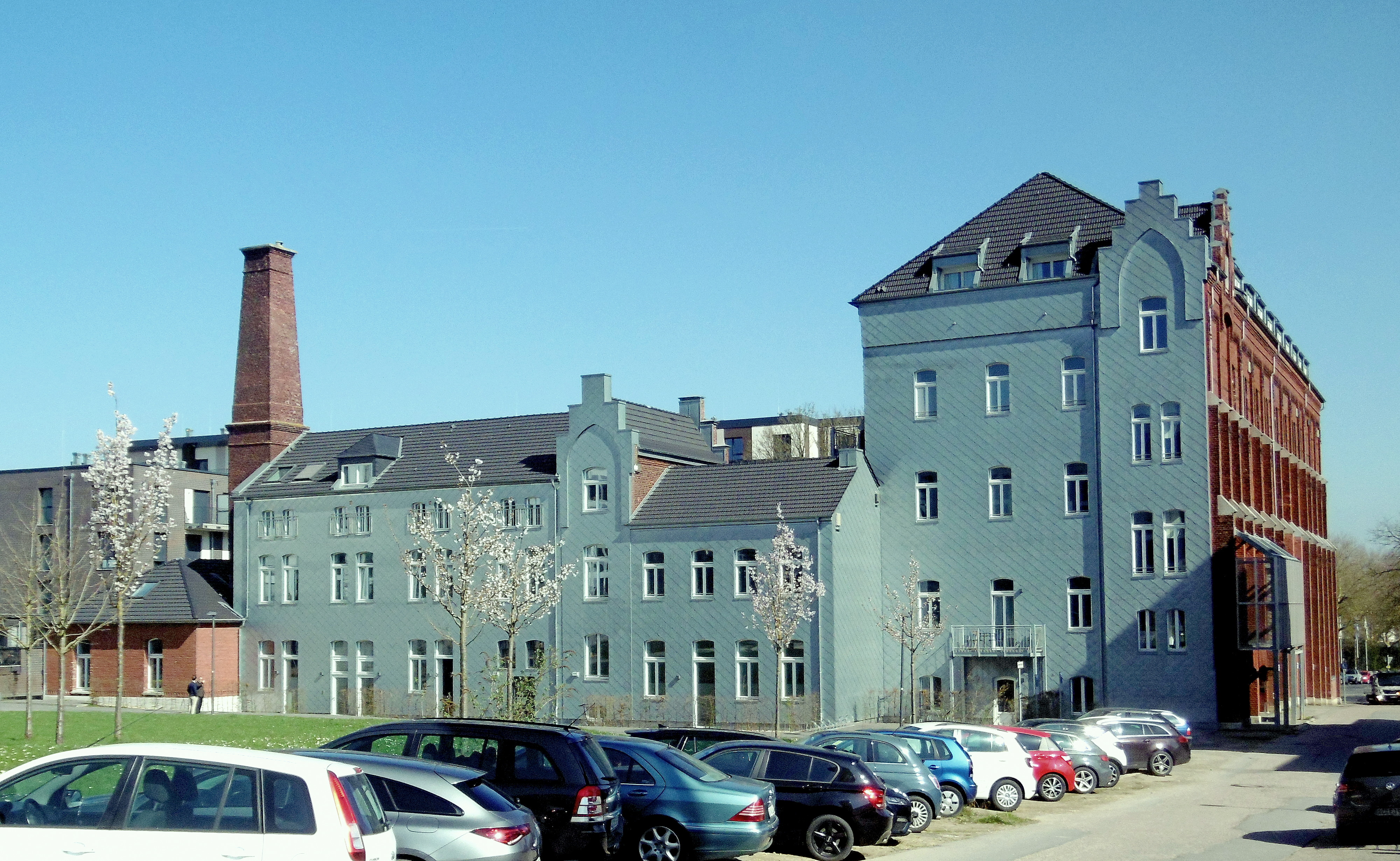
Zöglingshaus und Waschhaus (2025)

Das Kloster vom Guten Hirten in Aachen ist eine ehemalige christliche Institution im Gebiet der Flur Süsterfeld am Rande des Westbahnhofs Aachen. Der 1887 von Hermann Josef Hürth im neugotischen Stil erbaute Klosterkomplex wurde von der seit 1848 in Aachen bestehenden Niederlassung der Schwestern vom Guten Hirten in Auftrag gegeben, die ihn bis 1982 für ihre Zwecke nutzten. Die Stadt Aachen übernahm anschließend den Komplex, ließ Teile davon einreißen und stellte das vormalige Zöglingshaus, Waschhaus und das etwas abseits stehende Priesterhaus unter Denkmalschutz. In einem weiteren Schritt wurden und werden die Flächen und bestehenden Gebäude schrittweise für hochwertige Wohnbebauung sowie für die Entwicklung des geplanten „Campus West“ neu gestaltet.

## Geschichte
Helene Henriette Fey (1804–1880), Tochter des Aachener Kaufmanns Joseph Andreas Fey (1780–1823) und der Luise Beissel (1778–1842) sowie Cousine von Clara Fey trat 1843 auf Empfehlung des Pfarrers und bekennenden Ultramontanisten Leonhard Aloys Joseph Nellessen, einem Freund der Familie, in Angers in den 1829 gegründeten Orden der Schwestern vom Guten Hirten ein. Nach ihrem Noviziat und dem Profess kehrte sie nach Aachen zurück und gründete im Jahr 1848 zusammen mit ihrer Schwester Marie Louise Fey (1806–1889) und mit Unterstützung des Arztes Heinrich Hahn in einer vormaligen Fabrik in der Bergstraße die erste Niederlassung des Ordens auf preußischem Boden. Ziel des Klosters war gemäß den strengen Moralvorstellungen jener Zeit die Unterbringung und Ausbildung junger Mädchen aus sozial schwierigen Verhältnissen sowie die Betreuung „schwer erziehbarer“ Mädchen und solcher, die durch Prostitution oder durch „unsittliches“ Verhalten aufgefallen waren. Unter ihrem Ordensnamen „Maria von der hl. Euphrasia“ wurde Helene Fey zur ersten Oberin der Niederlassung ernannt, die anfangs mit nur wenigen Schwestern und rund 20 so genannten Gefallenen Mädchen die Ordensarbeit aufnahm. Diese waren zuvor von Franziska Schervier und ihren Armen-Schwestern vom heiligen Franziskus betreut worden, die sich jedoch in der Folgezeit vornehmlich den Cholera- und Pesterkrankten sowie sozialen und pädagogischen Aufgaben widmeten. Gemäß den Vorgaben aus dem französischen Mutterhaus wurde zugleich auch in Aachen der kontemplative Ordenszweig der „Magdalenen“ eingerichtet, der sich hauptsächlich aus den „gefallenen Mädchen“ und bereitwilligen weiblichen Zöglingen zusammensetzte und innerhalb des Ordens als eigene Gruppe mit eigenen Regeln und eigenem Habit existierte. Er erhielt seinen Namen in Anlehnung an den Orden der Magdalenerinnen, der sich aus bußbereiten Prostituierten und gefährdeten Frauen gebildet hatte.
Die Gründung der Niederlassung entsprach offensichtlich einem großen öffentlichen Bedürfnis, denn recht schnell wuchs die Zahl der Zöglinge von anfangs 20 auf über Hundert im Jahr 1853 bis weit über 600 im Jahr 1866. Nachdem in den 1860er-Jahren Königin Augusta das Kloster mehrmals besucht und diese Einrichtung für sinnvoll und förderungswürdig erachtet hatte, setzte sie sich später ebenso wie erneut Heinrich Hahn dafür ein, dass die Niederlassung sowohl von den Einschränkungen im Rahmen des Kulturkampfes verschont blieb, als auch durch Fördermittel in ihrer Arbeit unterstützt wurde.
Da mittlerweile die Klosterräume in der Bergstraße den Bedarf nicht mehr decken konnten, erwarben die Schwestern ein Grundstück auf Süsterfeld, auf dem sie nach Plänen des Aachener Architekten Hermann Josef Hürth zwischen 1886 und 1887 eine neue Klosteranlage erbauen ließen.
Während des Zweiten Weltkrieges erlitten die Gebäude erhebliche Schäden und mussten größtenteils restauriert und saniert werden. Auch auf die Belegungszahl wirkten sich die Nachwirkungen der Kriegsjahre aus und die Niederlassung verzeichnete in ihrem Jubiläumsjahr 1948 nur noch 170 Zöglinge, 32 Magdalenen und 59 Schwestern. Aufgrund der verbesserten sozialen und pädagogischen Bedingungen in der Gesellschaft in den Aufschwungjahren nach dem Krieg bewegten sich die Zahlen der Bewohner im Kloster weiterhin auf einem niedrigen Niveau. Hinzu kamen anfangs Gerüchte auf, die in späteren Jahren nach der Schließung durch Zeugenaussagen bestätigt wurden, dass innerhalb der Klostermauern ein Umfeld aus Angst und Unterdrückung durch fragwürdige Erziehungsmethoden und Züchtigungen vorherrschte und die Zöglinge im Akkord für große Versandhäuser wie Quelle, Schwab und Neckermann produzieren mussten. Ebenso musste in der Wäscherei weit über den eigenen Bedarf hinaus für öffentliche Aufträge gearbeitet werden. Diese Situation wurde in Teilen der Gesellschaft als Drohkulisse für unbequeme Kinder aufgebaut, die mit den Worten „wenn du nicht brav bist, kommst du zum Guten Hirten“ unter Druck gesetzt wurden. Nachdem es infolge dieser Zustände zu vermehrten Fluchtversuchen kam, von denen im Jahr 1957 einer tödlich geendet hatte, gingen die Anmeldungen für Aufnahmen bzw. Überweisungen durch das Jugendamt an das Kloster immer weiter zurück. Ebenso wirkte sich die Herabsetzung der Volljährigkeit auf 18 Jahre im Jahr 1975 mindernd auf die Belegungszahlen aus, da viele Zöglinge über 18 Jahren entlassen werden mussten.
Diesem Trend wollte sich die Niederlassung zu Beginn der 1970er-Jahre durch die Umstellung auf ein Altersheim entgegensetzen, doch da auch dies nicht rentabel war, gab der Orden im Jahr 1980 die Einrichtung auf und verkaufte sie an die Stadt Aachen. Diese ließ den Klosterkomplex bis auf das Zöglingshaus, das Waschhaus und das Priesterhaus niederreißen, um die Gebäude und Flächen schrittweise neu zu gestalten.

## Klosteranlage

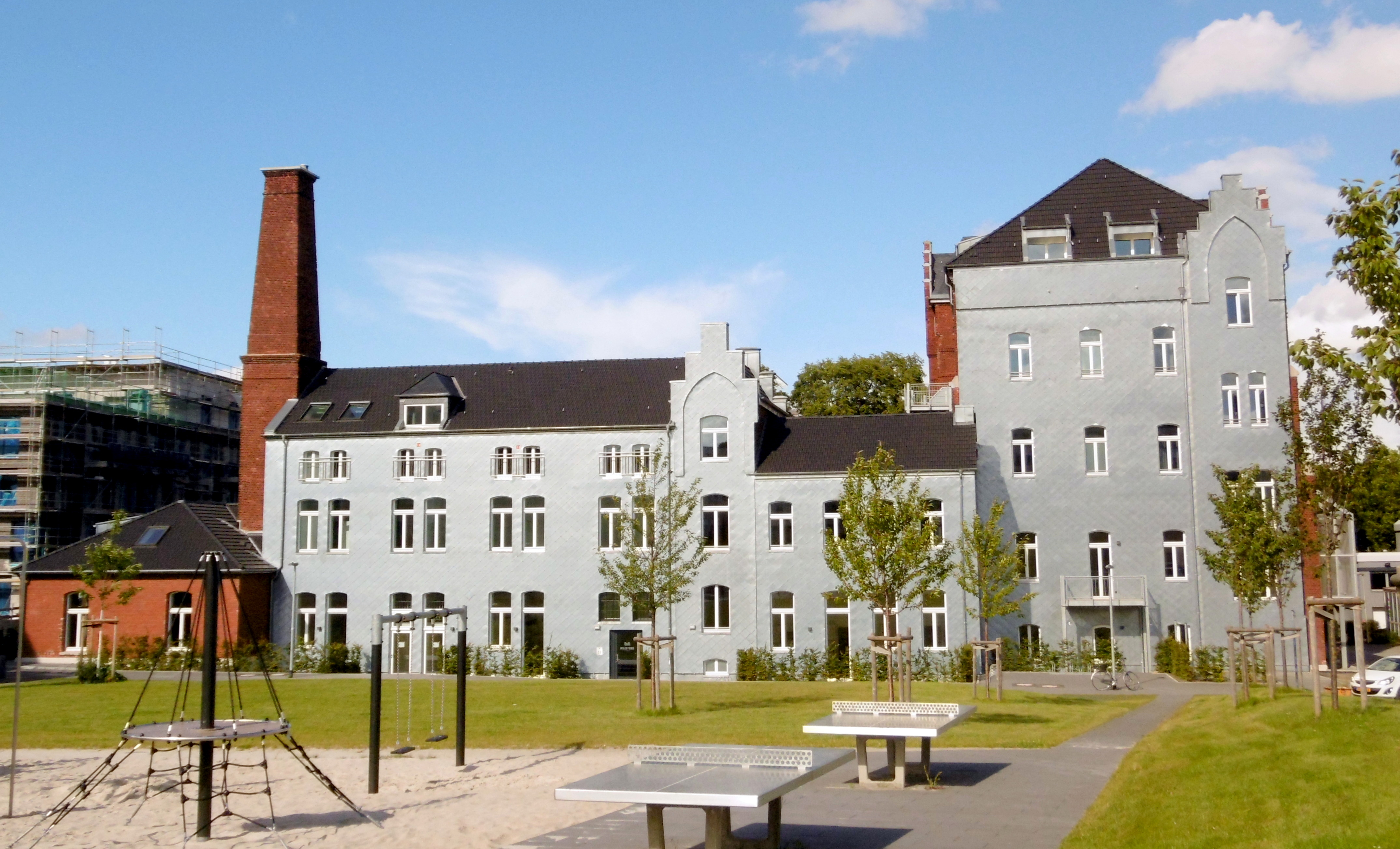
Zöglingshaus und Waschhaus (nach Restaurierung 2021)
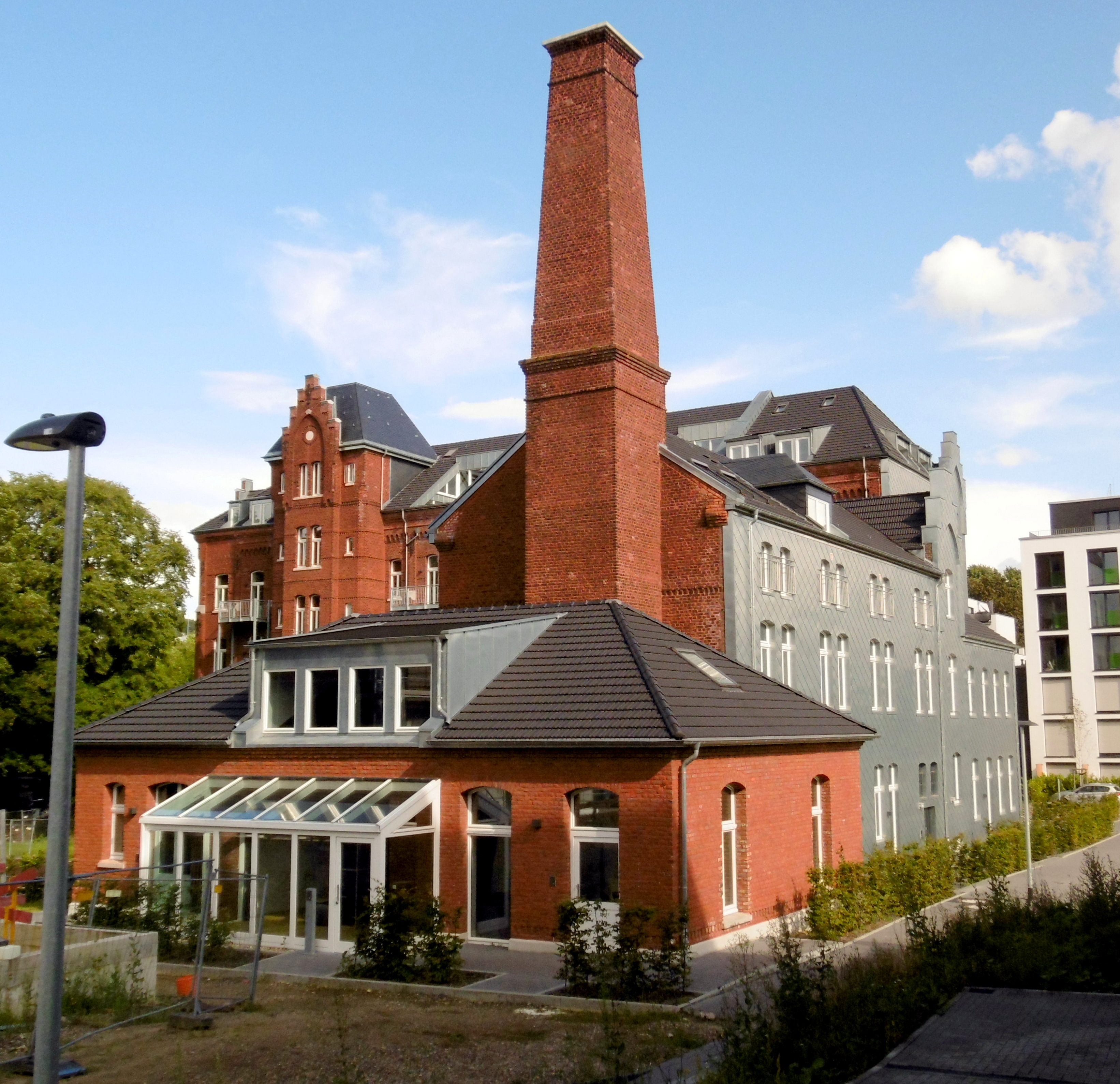
Ehem. Klosteranlage Nordwestlich Sicht

Die gesamte Klosteranlage bestand aus dem Schwesternhaus, dem Magdalenenheim und dem Zöglingshaus sowie einem Arbeitsblock mit Großwäscherei, Näherei und Bügelsaal. Etwas abseits davon entstand das Priesterhaus und mittig zwischen beiden Trakten die Klosterkirche. Darüber hinaus gehörten zur Anlage noch ein Klostergarten und ein Klosterfriedhof für die Ordensschwestern.
Von den erhalten gebliebenen und unter Denkmalschutz gestellten Gebäuden ragt das massive Zöglingshaus mit seinen roten Backsteinfassaden markant heraus. Es besteht aus fünf Geschossen, wobei das oberste aus dem ausgebauten Mansarddach gebildet wird, sowie dreizehn Achsen, die mit hervorgehobenen Strebepfeilern voneinander getrennt sind. Die westliche Wetterseite des Blocks mit ihrem gestuften Eckgiebel wurde mit Zinkblechkaros komplett verkleidet. Mehrere Treppenhauszugänge sind im Untergeschoss derart verteilt, dass es möglich war, Zöglinge in unterschiedlichen Gruppen getrennt einzulassen und unterzubringen. Ebenso sind die zweigeschossigen Durchgänge zu erkennen, die einst getrennt zur Kirche sowie zum Magdalenen- und zum Schwesternhaus führten. Im Inneren des Gebäudes beeindrucken die restaurierten kreuzgratgewölbten Gänge, die Originalkachelfußböden und die ursprünglichen Treppenaufgänge.
Nach dem Wegzug des Ordens diente das Zöglingshaus über viele Jahre hinweg zunächst als Asylantenheim für meist mitteleuropäische Asylanten sowie von 1996 bis 2016 als „Atelierhaus Aachen“ für rund 30 Kunstschaffende in den Disziplinen Malerei, Objektkunst, Fotografie, Video, Installation und Kinetik.
Nördlich des Zöglingshauses schließt sich das dreigeschossige und neunachsige Wasch- und Arbeitshaus mit dem angebauten Heizwerk und dessen imposantem Schornstein an. Bei dem Waschhaus ragt die breite Mittelachse mit ihrem gestuften Giebelaufbau über dem Dachfirst heraus. Auch hier sind Teile der Westseite mit Zinkblechkaros verkleidet.

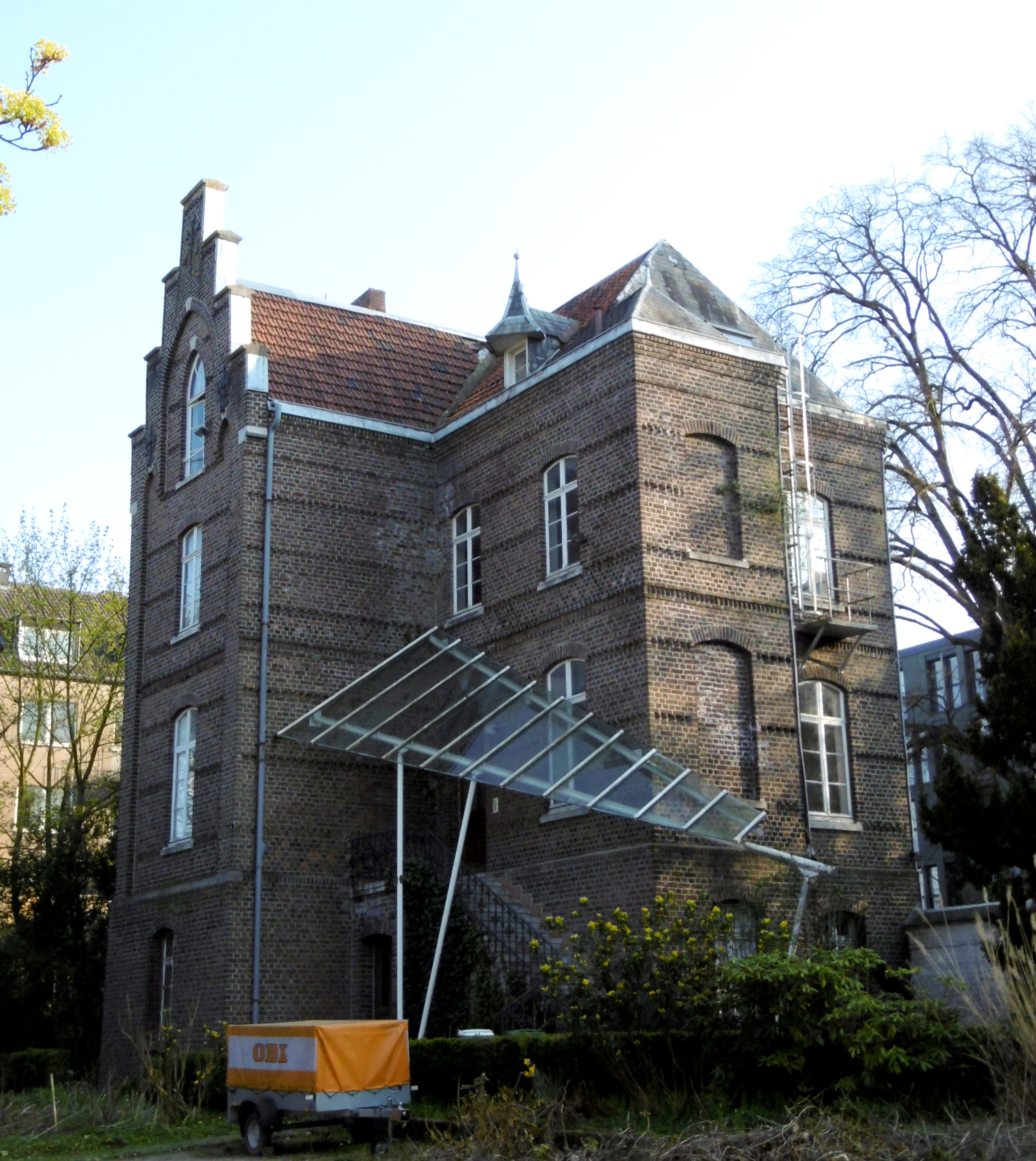
Priestergebäude (2020)
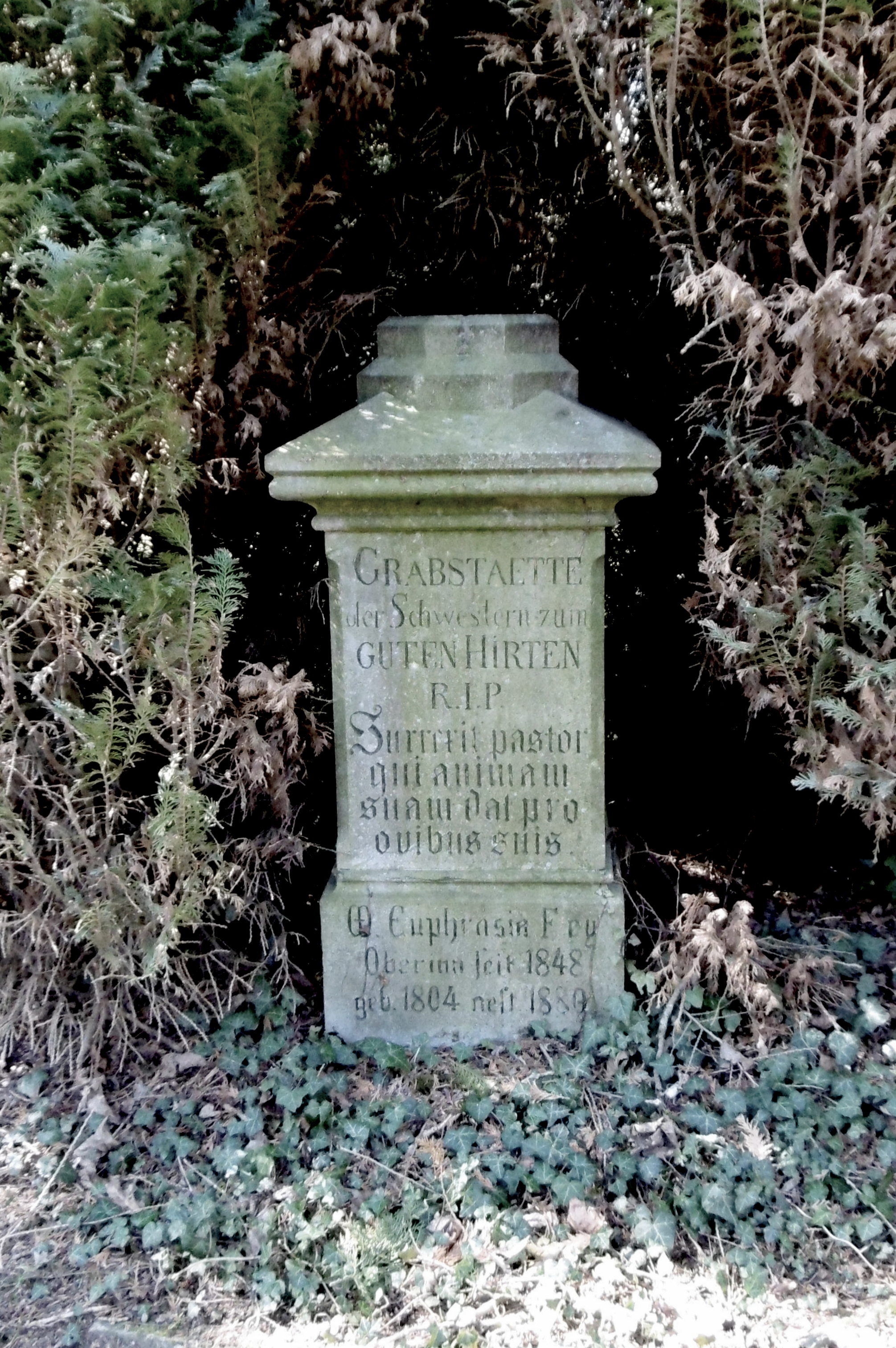
Grabstätte der Schwestern vom Guten Hirten und Euphrasia Fey

Etwas abseits von den Klostergebäuden befindet sich das zur selben Zeit und im gleichen Stil erbaute dreigeschossige Priestergebäude, das durch seine verwinkelte Bauweise, die hohen Geschosse und die dunklen Fassaden eine bedrückende Ausstrahlung besitzt.
Eine an die besondere Aufgabe des Klosters angepasste architektonische Besonderheit, wie sie oftmals auch in anderen Klöstern des Ordens üblich war, war die nicht mehr existente Klosterkirche, die zwischen dem Zöglingshaus und dem Priestergebäude stand. Sie war mit drei Kirchenschiffen versehen, die spitzwinklig und getrennt voneinander auf den sechseckigen Chor zuliefen, sodass sowohl die Zöglinge und die Magdalenen als auch die Schwestern über die zweigeschossigen Verbindungsgänge einen direkten Zugang von ihren Wohnbereichen zur Kirche hatten und dort zugleich kein Blick- oder Sprechkontakt untereinander möglich war.
Beim Bau der Kirche gab es jedoch einige organisatorische und materielle Probleme, die dazu führten, dass bis 1913 lediglich ein eingeschossiger Bau existierte, der als Notkirche für das Kloster diente. Später wurde der Bau der Kirche nach einem neuen Entwurf des Kölner Architekten Jakob Kerschgens fortgesetzt, der allerdings bedingt durch den Ersten Weltkrieg und die anschließende beginnende Weltwirtschaftskrise erst 1926 fertiggestellt wurde.
Im rückwärtigen Bereich der Klosteranlage bestand zur Zeit des Ordens ein großräumiger Klostergarten, in dem unter anderem heimisches Obst und Gemüse sowie Kräuter für den Eigenbedarf angebaut wurden. Nach dem Auszug der Schwestern verwilderte das Areal zu einem Ökobiotop für heimische Vögel und Insekten und wurde im Rahmen der Sanierungsmaßnahmen des Areals zu einer Rasenfläche umgestaltet.
In unmittelbarer Nachbarschaft dazu befand sich der mit mächtigen Pappeln bestückte kleine Klosterfriedhof für die Ordensschwestern, der ihnen nach ihrem Umzug zum Süsterfeld als letzte Ruhestätte diente und an die etwa 70 noch vorhandene Grabtafeln erinnerten. Zuvor fanden die Schwestern ihre letzte Ruhe in einem Gräberfeld auf dem Aachener Ostfriedhof. Auch der Klosterfriedhof fiel den Neubaumaßnahmen auf dem gesamten Areal zum Opfer und die alten Grabsteine wurden entweder entsorgt oder zu einem nicht näher bekannten Ort verlegt.